# Burg Haren
Die Burg Haren ist eine abgegangene hochmittelalterliche Landesburg des Bistums Münster in der Stadt Haren (Ems) im niedersächsischen Landkreis Emsland.

## Geschichte
Die Burg Haren ist aus einem befestigten Haupthof des Klosters Corvey entstanden, den der Bischof von Münster 1076 erwarb, um einen sicheren Stützpunkt im Emsland zu besitzen. Da der Hof in der Urkunde bereits als „castrum haren“ bezeichnet wurde, besaß auch er schon eine Befestigung. 1173 schenkte Bischof Hermann II. von Münster die Burg Haren an Graf Simon I. von Tecklenburg als Entschädigung dafür, dass dieser 1171 sein Amt als Münsterscher Vogt im Emsland aufgeben musste. Der Tecklenburger vergab die Burg als Lehen an ein Ministerialengeschlecht, das sich fortan „von Haren“ nannte. Mit dem Bau der Burg Landegge durch das Bistum Münster im Jahr 1178 verlor Burg Haren ihren Zweck als tecklenburgische Landesburg. 1304 trug Nikolaus von Haren dem Bischof von Münster die Burg als Ersatz für den in einer vorangegangenen Fehde gegen Münstersche Besitzungen zugefügten Schaden als Lehen und Offenhaus an. 1340 verkaufte Nikolaus von Haren alle seine Güter im Emsland und auf dem Hümmling an den Bischof von Münster., darunter auch die Burg Haren Da die Burg aufgrund ihrer Nähe zu seiner Landesburg  Landegge für den Bischof nutzlos war, dürfte sie darauf aufgegeben worden und verfallen sein.
Von der Burg sind oberflächlich keine Spuren mehr vorhanden. Dem Straßennamen „Burggraben“ zufolge war sie von einem Graben umgeben. Bei Bauarbeiten am Hotel Wichers stieß man im 20. Jahrhundert auf starke Fundamente aus Findlingen.